# Shirana Shahbazi

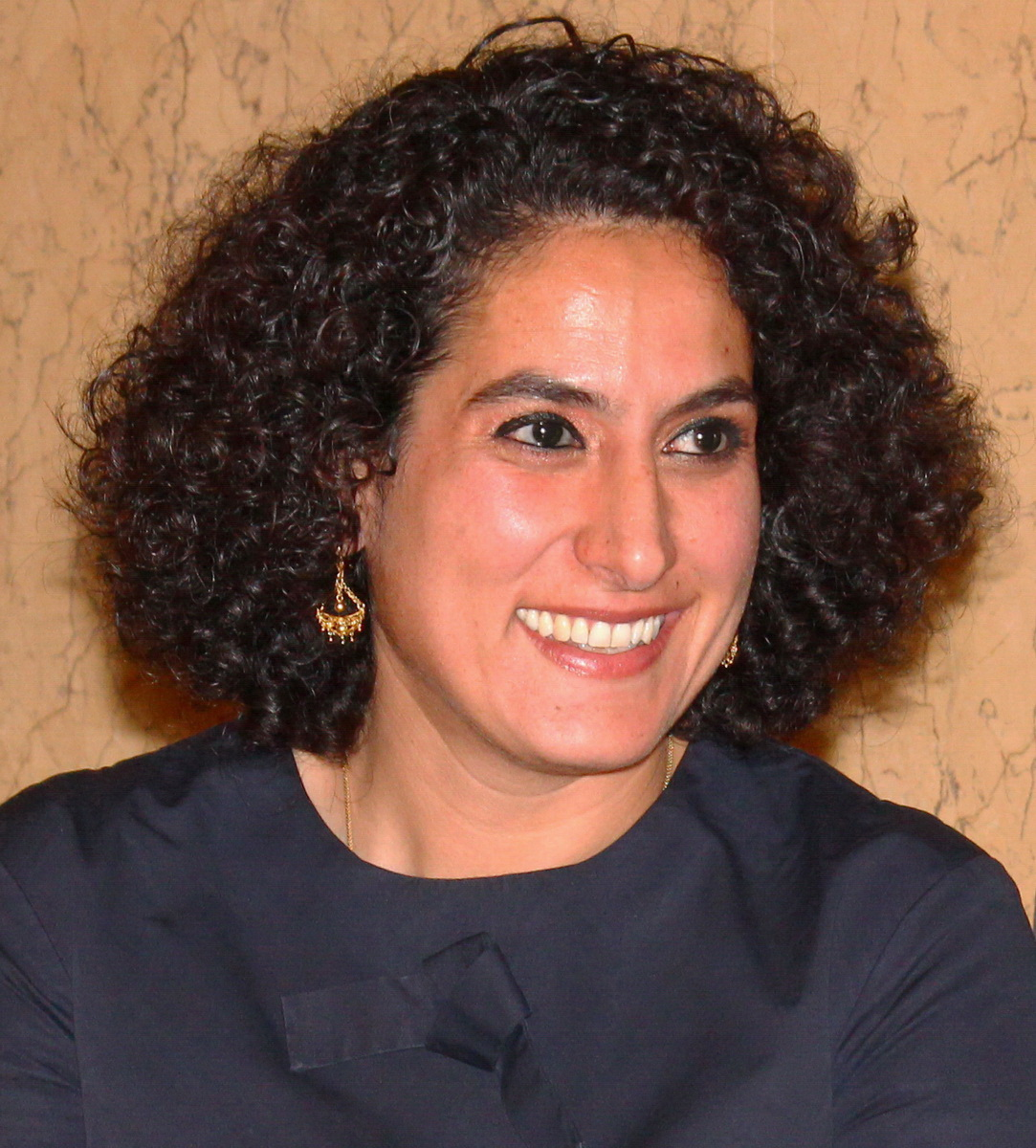
Shirana Shahbazi (2012)

Shirana Shahbazi (* 15. Juni 1974 in Teheran, Iran) ist eine Schweizer Fotografin. Sie ist für ihre konzeptionellen Werke bekannt, die Fotografie, Plakatmalerei und Seidenteppiche umfassen. Ihre Arbeiten, die oft politische Themen behandeln, wurden in bedeutenden Institutionen wie dem MoMA und der Tate Gallery of Modern Art ausgestellt.

## Leben und Werk
Shahbazi studierte 1995–1997 an der Fachhochschule Dortmund Fotografie und setzte ihre Studien bis 2000 an der Zürcher Hochschule der Künste fort. International beachtet wurden ihre konzeptkünstlerischen Arbeiten, die von der Fotografie ausgehen. Das Œuvre umfasst zudem Plakatmalereien und in traditioneller Knüpftechnik gefertigte, persische Seidenteppiche.
2002 erschien die Bilderserie Der Garten. Auf der Biennale 2003 präsentierte sie Die Verkündigung als Installation.
Shahbazi gründete 2004 zusammen mit ihrem Ehemann und Designer Manuel Krebs (* 1970) sowie dem Berliner Kunstkritiker und Dokumentarfilmer Tirdad Zolghadr (* 1973) die Gruppe Scheherazade (persisch شهرزاد, šahrzād), eine Vereinigung von in Deutschland und in der Schweiz lebenden, persischen Künstlern und Künstlerinnen.

## Auszeichnungen
- 2002: Fotopreis der Deutschen Börse
- 2019: Prix Meret Oppenheim.[3][4]

## Ausstellungen (Auswahl)
- 2001 Kunstverein Freiburg
- 2002, 2008 Galerie Bob van Orsouw, Zürich
- 2002 Bonner Kunstverein
- 2003 Museum of Contemporary Photography, Chicago: Goftare nik, Good words
- 2003 Swiss Institute Contemporary Art, New York[5]
- 2004 Salon 94, New York: Flowers, Fruits & Portraits
- 2005 Centre d’art contemporain Genève (Erste institutionelle Ausstellung in der Schweiz)
- 2006 Milton Keynes Gallery[6], Milton Keynes
- 2006 Sprengel Museum Hannover: Mir (Frieden),
- 2007 Swiss Institute Contemporary Art New York: Meanwhile
- 2007 Barbican Centre. The Curve Gallery[7], London
- 2008 Museum Boijmans Van Beuningen,  Rotterdam: Still Life with Shells
- 2008 Centre culturel suisse, Paris
- 2008 Armand Hammer Museum of Art, Los Angeles: Hammer Project
- 2009 Cardi Black Box[8], Mailand
- 2010 The Breeder. Contemporary Art Gallery,[9] Athen: Reverse Order
- 2011 New Museum of Contemporary Art, New York
- 2011 Fotomuseum Winterthur: Much like Zero
- 2012 Galerie Rudolfinum, Prag: Then Again
- 2014 Kunsthalle Bern: Monstera
- 2018 Kunsthaus Hamburg: Objects in Mirror – Are Closer than They Appear

## Werke in öffentlichen Sammlungen
Fotomuseum Winterthur, Frans Hals Museum Haarlem, Helmhaus Zürich, Huis Marseille Amsterdam, Kunstmuseum Thun, Museo de Arte Contemporáneo de Castilla y León, The Photographers' Gallery London, Queensland Gallery of Modern Art Brisbane, Tate Gallery of Modern Art London, Det Nationale Fotomuseum Kopenhagen, Centre Georges-Pompidou Paris.

## Werke im öffentlichen Raum
Shahabazi verwirklicht auch Projekte im öffentlichen Raum. 2005 nahm sie an einer Plakataktion in der Stadt Zürich im Quartier Hardau teil. So schuf sie an der Baustelle des Swisscom Turms in Ostermundigen während des Umbaus von Anfang bis Mitte 2020 eine künstlerische Invention zusammen mit dem dänisch-stämmigen Zürcher Künstler Cristian Andersen, bei der von ihr eine geometrische Installation aus Keramikplatten erstellt wurde. 2024 Schuf sie im Berner Schulhaus Wylergut den Ersatz von ein aus dem Jahr 1949 stammendes, rassistisch-kolonialistisch problematisches Wandbild, der von den Schülern des Schulhauses über drei Jahre fertiggestellt werden soll.